# نشاط (إدارة المشاريع)
النشاط (بالإنجليزية: Activity)‏ هو أحد مكونات العمل الذي يتم تنفيذه أثناء سير المشروع.

## خصائص النشاط
خصائص النشاط (بالإنجليزية: Activity Attributes)‏ هي عدد من الخصائص التي ترتبط بكل نشاط من أنشطة البرنامج الزمني والتي يمكن أن تشملها قائمة الأنشطة، وتشمل خصائص النشاط كود النشاط والأنشطة السابقة والأنشطة اللاحقة والعلاقات المنطقية وكذلك زمن التقدم وزمن التأخر ومتطلبات الموارد والتواريخ المفروضة والقيود والافتراضات

## قائمة الأنشطة
قائمة الأنشطة (بالإنجليزية: Activity List)‏ هي جدول توثيق لأنشطة البرنامج الزمني يوضح وصف النشاط ومحددات النشاط ووصف تفصيلي كاف لنطاق العمل حتى يفهم أعضاء فريق المشروع ماهية العمل الذي يجب تنفيذه.